# Meganopteron semicirculata
Meganopteron semicirculata is een mosselkreeftjessoort uit de familie van de Cytheruridae. De wetenschappelijke naam van de soort is voor het eerst geldig gepubliceerd in 1982 door Hu.